# Ernie Holmes
Earnest Lee « Ernie » Holmes (né le 11 juillet 1948 à Jamestown (Texas) et mort le 17 janvier 2008), est un joueur américain de football américain.

## Biographie
Il joue en universitaire avec les Texas Southern Tigers puis est drafté au 8e tour par les Steelers de Pittsburgh en 1971. Chez les Steelers, il demeure un solide défenseur en étant l'un des joueurs les plus actifs du fameux Steel Curtain, surnom de la défense de fer des Steelers. Il pose toutefois des problèmes de discipline. Il est remercié par les Steelers en 1977 pour ces raisons. Il signe alors chez les Patriots où il ne dispute que trois matches avant de mettre fin à sa carrière qui comprend 84 matches en NFL.
Il trouve la mort dans un accident de la circulation le 17 janvier 2008 à Beaumont (Texas).

## Palmarès
- Deux Super Bowls avec les Steelers, IX et X.
- Deux sélections au All-Pro en 1974 et 1975.